# Alexander Porter (Politiker)

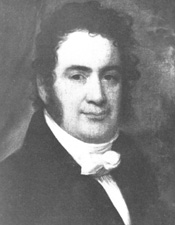
Alexander Porter

Alexander Porter (* 24. Juni 1785 im County Donegal, Irland; † 13. Januar 1844 in St. Martinville, Louisiana) war ein irisch-amerikanischer Politiker, der den Bundesstaat Louisiana im US-Senat vertrat.

## Leben
Der gebürtige Ire Alexander Porter wanderte im Jahr 1801 gemeinsam mit einem Onkel, der sich dann in Nashville (Tennessee) niederließ, in die Vereinigten Staaten aus. Nachdem er nur eine begrenzte Schulbildung erfahren hatte, besuchte er zunächst das Clemenceau College, ehe er die Rechtswissenschaften studierte, im Jahr 1807 in die Anwaltskammer aufgenommen wurde und in der damals noch zum Orleans-Territorium gehörenden Attakapas-Region zu praktizieren begann. Im Jahr 1812 nahm er als Delegierter an der Versammlung teil, auf der die erste Verfassung des neuen Staates Louisiana erstellt wurde. Nach der Staatsgründung saß er von 1816 bis 1818 im Repräsentantenhaus von Louisiana.
Zwischen 1821 und 1833 gehörte Porter dem Supreme Court of Louisiana als Richter an, ehe er als Nachfolger des bei einem Schiffsunglück ums Leben gekommenen Josiah S. Johnston in den US-Senat in Washington, D.C. gewählt wurde. Porter, Mitglied der Whigs, nahm seinen Sitz am 19. Dezember 1833 ein und behielt ihn bis zum 5. Januar 1837, als er aus gesundheitlichen Gründen zurücktrat. In der Folge arbeitete er wieder als Anwalt in Attakapas und betätigte sich außerdem als Pflanzer. Er wurde noch einmal in den US-Senat gewählt, dem er folglich ab dem 4. März 1843 angehört hätte; jedoch trat er sein Mandat erneut wegen gesundheitlicher Probleme nicht an, das dann an Henry Johnson fiel. Porter starb im Jahr darauf in Attakapas und wurde in Franklin beigesetzt.